# Urticária
Urticária é uma reação alérgica da pele caracterizada pela erupção de pápulas salientes, avermelhadas e muito pruriginosas. Em alguns casos, a sensação pode ser semelhante a queimaduras ou picadas. As pápulas formam manchas cuja posição se vai alterando. Geralmente duram apenas alguns dias e não causam alterações permanentes na pele. Menos de 5% dos casos têm duração superior a seis semanas. Em muitos casos a condição é recorrente.
A urticária pode surgir na sequência de uma infeção ou ser causada por uma reação alérgica a substâncias como medicamentos, picadas de inseto ou determinados alimentos. Pode ainda ser desencadeada por fatores como stresse psicológico, temperaturas baixas ou altas ou vibrações. Em metade dos casos a causa é desconhecida. Os fatores de risco incluem ter condições como rinite alérgica ou asma. O diagnóstico baseia-se geralmente na aparência das manchas. Os testes epicutâneos ajudam a determinar a substância a que se é alérgico.
A prevenção consiste em evitar a exposição à substância que causa a reação. O tratamento consiste geralmente na administração de anti-histamínicos como a difenidramina ou a cetirizina. Em casos graves podem também ser administrados corticosteroides ou inibidores do leucotrieno. Pode também ser benéfico manter a temperatura ambiente fresca. Nos casos de duração superior a seis meses podem ser usados imunossupressores como a ciclosporina.
A urticária afeta cerca de 20% da população. Os casos de curta duração ocorrem de igual forma entre homens e mulheres, enquanto os de longa duração são mais comuns entre as mulheres. Os casos de curta duração são mais comuns entre crianças, enquanto os de longa duração são mais comuns entre pessoas de meia-idade. A urticária tem sido descrita desde pelo menos a época de Hipócrates. O termo "urticária" tem origem no latim urtica, pela sua semelhança com o efeito produzido pelo contacto das folhas de urtiga com a pele.

## Sinais e sintomas

Urticária na parede torácica esquerda. Observe que eles estão ligeiramente elevados

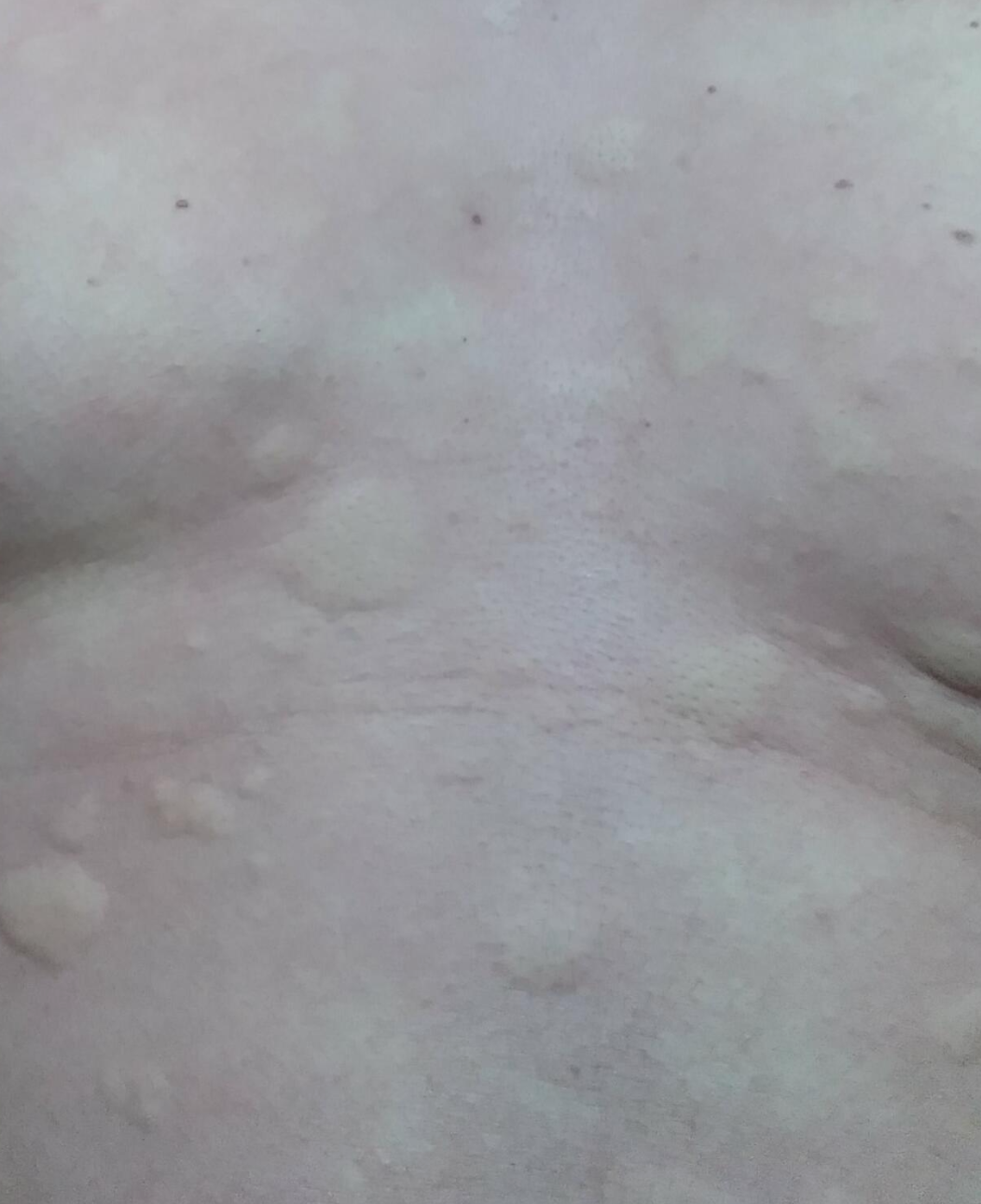
Urticária

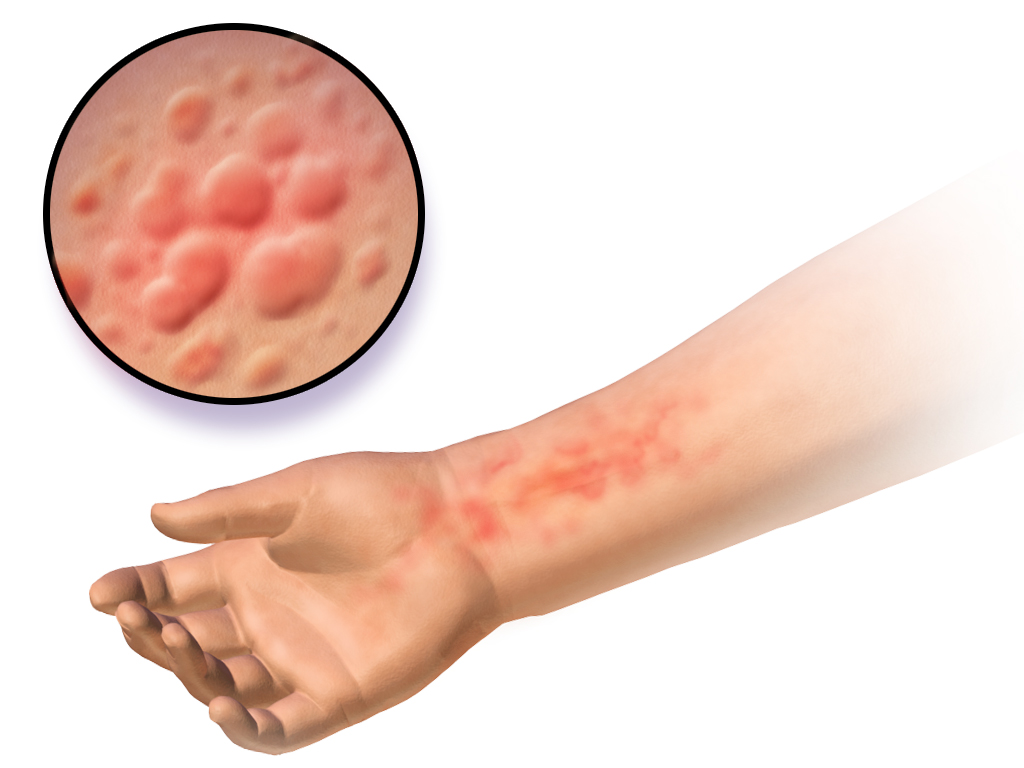
Desenho de colmeias

A urticária, é uma forma de erupção cutânea com inchaços vermelhos, elevados e com coceira. Eles também podem provocar sensação de queimação. Os vergões (áreas elevadas cercadas por uma base vermelha) da urticária podem aparecer em qualquer lugar da superfície da pele. Seja o gatilho de cunho alérgico ou não, uma liberação complexa de mediadores inflamatórios, incluindo histamina de mastócitos cutâneos, resulta em vazamento de fluido dos vasos sanguíneos superficiais. Os vergões podem ser pontuais em tamanho ou vários centímetros de diâmetro.  Muitas vezes, as manchas de erupção cutânea aparecem em diferentes partes do corpo. Normalmente duram alguns dias e não deixam alterações duradouras na pele.

## Causa
A urticária pode ser classificadas pelo suposto agente causador. Muitas substâncias diferentes no ambiente podem causar urticária, incluindo medicamentos, alimentos e agentes físicos. Em talvez mais de 50% das pessoas com urticária crônica de causa desconhecida, é devido a uma reação autoimune. Os fatores de risco incluem condições como febre do feno ou asma.

### Comida
As alergias alimentares mais comuns em adultos são mariscos e nozes. As alergias alimentares mais comuns em crianças são mariscos, nozes, ovos, trigo e soja. Um estudo mostrou que o bálsamo do Peru, um bálsamo derivado de Myroxylon balsamum e presente em muitos alimentos processados, é a causa mais comum de urticária de contato imediato. Outra alergia alimentar que pode causar urticária é a alergia alfa-gal, que pode causar sensibilidade ao leite e à carne vermelha. Uma causa menos comum é a exposição a certas bactérias, como espécies de Streptococcus ou possivelmente Helicobacter pylori.

### Infecção ou agente ambiental
A urticária, incluindo a urticária espontânea crônica, pode ser uma complicação e sintoma de uma infecção parasitária, como blastocistose ou estrongiloidíase, entre outras.
A urticária dermatográfica (também conhecida como dermatografismo ou "escrita na pele") é marcada pelo aparecimento de vergões ou vergões na pele como resultado de coçar ou acariciar a pele com firmeza. Visto em 4-5% da população, é um dos tipos mais comuns de urticária, em que a pele fica elevada e inflamada quando acariciada, arranhada, esfregada e às vezes até esbofeteada.

### Colinérgica ou estresse
A urticária colinérgica (UC) é uma das urticárias físicas que é provocada durante eventos de sudorese, como exercício, banho, permanência em ambiente aquecido ou estresse emocional. As manchas produzidas são tipicamente menores que as da urticária clássica e geralmente são de menor duração.
Vários subtipos foram elucidados, cada um dos quais requer tratamento distinto.

## Fisiopatologia
A urticária é causada pela liberação de histamina e outros mediadores da inflamação (citocinas) das células da pele. Esse processo pode ser resultado de uma reação alérgica ou não alérgica, diferindo no mecanismo eliciador da liberação de histamina.

### Urticária autoimune
Mais da metade de todos os casos de urticária idiopática crônica são o resultado de algum gatilho autoimune. Aproximadamente 50% das pessoas com urticária crônica desenvolvem espontaneamente autoanticorpos direcionados ao receptor FcεRI localizado nos mastócitos da pele. A estimulação crônica deste receptor leva a urticária crônica. Pessoas com urticária geralmente têm outras condições autoimunes, como tireoidite autoimune, doença celíaca, diabetes tipo 1, artrite reumatoide, síndrome de Sjögren ou lúpus eritematoso sistêmico .

### Intoxicação alimentar por histamina
Chamada de intoxicação escombroide, a ingestão de histamina livre liberada pela decomposição bacteriana na carne de peixe pode resultar em um complexo de sintomas que inclui urticária. No entanto, as manchas produzidas por escombroide não incluem pápulas.

### Estresse e urticária idiopática crônica
A urticária idiopática crônica tem sido associada ao estresse desde a década de 1940. Um grande corpo de evidências demonstra uma associação entre essa condição e tanto o baixo bem-estar emocional quanto a redução da qualidade de vida relacionada à saúde. Também foi mostrada uma ligação entre o estresse e essa condição. Um estudo recente demonstrou uma associação entre eventos estressantes da vida (por exemplo, luto, divórcio, etc.) e urticária idiopática crônica e também uma associação entre estresse pós-traumático e urticária idiopática crônica.

## Diagnóstico

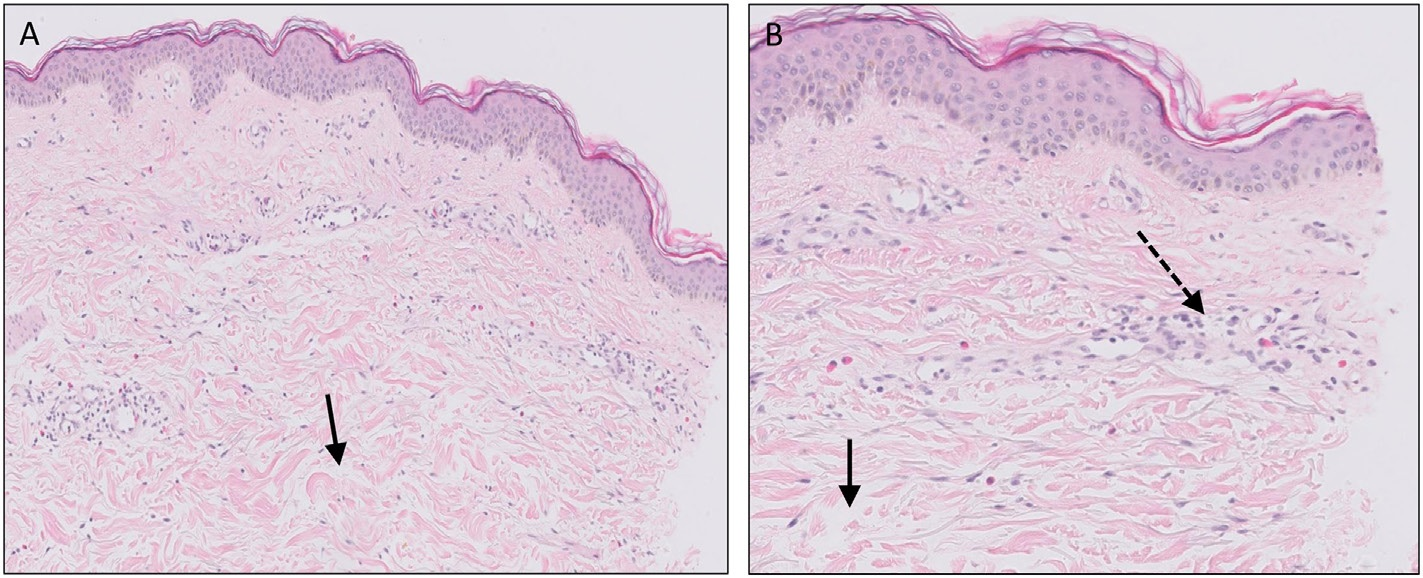
Micrografia de urticária. Edema dérmico [setas sólidas em (A,B)] e infiltrado superficial esparso predominantemente perivascular e intersticial de linfócitos e eosinófilos sem sinais de vasculite (seta tracejada).

O diagnóstico é tipicamente baseado na aparência. A causa da urticária crônica raramente pode ser determinada. O teste de contato pode ser uma ferramenta útil para tentar determinar a causa da alergia. Em alguns casos, são solicitados testes de alergia extensos e regulares durante um longo período de tempo, na esperança de obter novos insights. Nenhuma evidência mostra que esses de testes regulares de alergia resultem na identificação de um problema ou  sejam um alívio para pessoas com urticária crônica. Testes regulares de alergia para pessoas com urticária crônica não são recomendados.

### Aguda versus crônica
- A urticária aguda é definida como a presença de dermatopatia evanescente que cura completamente dentro de 6 semanas.[29]
- A urticária cronica[30] é definida como a presença de dermatopatia evanescente por mais de 6 semanas.[29] Alguns casos mais severos chegaram a durar mais de 20 anos. Uma pesquisa indica que a urticária cronica durou um ano ou mais em mais de 50% dos afligidos e mais de 20 anos em 20%.[31]

### Condições relacionadas

#### Angioedema
O angioedema é uma condição semelhante à urticária, mas no angioedema, o inchaço ocorre em uma camada da derme inferior a atinginda na urticária, assim como afligindo o tecido subcutâneo. Esse inchaço pode ocorrer ao redor da boca, olhos, garganta, abdômen ou em outros locais. Urticária e angioedema às vezes ocorrem juntos em resposta a um alérgeno, e é uma preocupação em casos graves, pois o angioedema da garganta pode ser fatal.

## Cuidado
A urticária crônica pode ser difícil de tratar e se tornar incapacitante. Ao contrário da forma aguda, 50-80% das pessoas com urticária crônica não têm gatilhos identificáveis.  50% das pessoas com urticária crônica experienciam remissão dentro de 1 ano. Em geral, o tratamento é voltado para o manejo sintomático. Indivíduos com urticária crônica podem precisar de outros medicamentos além de anti-histamínicos para controlar os sintomas. As pessoas que sofrem de urticária com angioedema requerem tratamento de emergência, pois esta é uma condição com risco de vida.
Há diretrizes de tratamento para o manejo de urticária crônica já publicadas. De acordo com os parâmetros da prática americana de 2014, o tratamento envolve uma abordagem gradual. A etapa 1 consiste em anti-histamínicos de segunda geração bloqueadores do receptor H1. Os glicocorticóides sistêmicos também podem ser usados para episódios de doença grave, mas não devem ser usados a longo prazo devido aos efeitos colaterais. A etapa 2 consiste em aumentar a dose do anti-histamínico atual, adicionar outros anti-histamínicos ou adicionar um antagonista do receptor de leucotrienos, como o montelucaste. A etapa 3 consiste em adicionar ou substituir o tratamento atual com hidroxizina ou doxepina. Se o indivíduo não responder às etapas 1 a 3, ele é considerado um paciente com sintomas refratários. Neste ponto, medicamentos anti-inflamatórios (dapsona, sulfassalazina), imunossupressores (ciclosporina, sirolimus) ou outros medicamentos como omalizumab podem ser usados. Essas opções são explicadas com mais detalhes abaixo.

### Anti-histamínicos
Os anti-histamínicos não sedativos capazes bloqueiam os receptores H1 da histamina são a primeira linha de terapia. Os anti-histamínicos de primeira geração, como a difenidramina ou a hidroxizina, bloqueiam os receptores tanto os receptores H1 cerebrais como periféricos e podem causar sedação. Os anti-histamínicos de segunda geração, como loratadina, cetirizina ou desloratadina, antagonizam seletivamente os receptores H1 periféricos e tem menos  efeitos sedativos, e geralmente são preferidos aos anti-histamínicos de primeira geração. A fexofenadina, um anti-histamínico de nova geração que bloqueia os receptores H1 da histamina, pode ser menos sedativo do que alguns anti-histamínicos de segunda geração.
Certas pessoas que não respondem à dose máxima de anti-histamínicos H1 podem se beneficiar com o aumento da dose, então mudando para para outro anti-histamínico não sedativo, depois comantagonista de leucotrienos, depois com o uso de esteróides sistêmicos e, finalmente, ao uso de ciclosporina ou omalizumab.
Os antagonistas dos receptores H2 são algumas vezes usados em adição aos antagonistas H1 para tratar a urticária, mas há evidências limitadas de sua eficácia.

### Esteróides sistêmicos
Glicocorticóides tomados de forma oral podem ser eficazes no controle dos sintomas da urticária crônica, porém apresentam uma extensa lista de efeitos adversos, como supressão adrenal, ganho de peso, osteoporose, hiperglicemia, etc. Portanto, seu uso deve ser limitado a algumas semanas. Além disso, um estudo descobriu que os glicocorticóides sistêmicos combinados com anti-histamínicos não aceleram o tempo para o controle dos sintomas em comparação com os anti-histamínicos isolados.

### Antagonistas do receptor de leucotrienos
Os leucotrienos são mediadores químicos liberados dos mastócitos junto com a histamina. Os medicamentos montelucaste e zafirlucaste bloqueiam os receptores de leucotrienos e podem ser usados como complemento do tratamento ou isoladamente para pessoas com UC. É importante notar que esses medicamentos podem ser mais benéficos para pessoas com UC induzida por AINEs.

### De outros
Outras opções para sintomas refratários de urticária crônica incluem medicamentos anti-inflamatórios, omalizumabe e imunossupressores. Agentes anti-inflamatórios potenciais incluem dapsona, sulfassalazina e hidroxicloroquina. A dapsona é um agente antimicrobiano com grupo sulfona e acredita-se que suprima a atividade das prostaglandinas e dos leucotrienos. É útil em casos refratários à terapia e é contraindicado em pessoas com deficiência de G6PD. Pensa-se que a sulfassalazina altera a liberação de adenosina e inibe a degranulação de mastócitos mediada por IgE. A sulfassalazina é uma boa opção para pessoas com anemia que não podem tomar dapsona. A hidroxicloroquina é um agente antimalárico que suprime os linfócitos T. Tem um baixo custo, mas leva mais tempo do que a dapsona ou a sulfassalazina para funcionar.
O omalizumab foi aprovado pelo FDA em 2014 para pessoas com urticária de 12 anos ou mais com urticária crônica. É um anticorpo monoclonal dirigido contra IgE. Em estudo de controle randomizado de fase III, multicêntrico foi observada melhora significativa no prurido e na qualidade de vida.
Os imunossupressores usados para UC incluem ciclosporina, tacrolimus, sirolimus e micofenolato. Os inibidores da calcineurina, como a ciclosporina e o tacrolimus, inibem a resposta celular aos produtos dos mastócitos e inibem a atividade das células T. Eles são preferidos por alguns especialistas para tratar sintomas graves. Sirolimus e micofenolato têm menos evidências para uso no tratamento de urticária crônica, mas relatos indicam que são eficazes. Os imunossupressores são geralmente reservados como a última linha de terapia para casos graves devido ao seu potencial de efeitos adversos graves.

## Pesquisa
A afamelanotida está sendo estudada como um tratamento de urticária.
Antagonistas opióides, como a naltrexona, têm evidências provisórias para apoiar seu uso.

## História
O termo urticária foi usado pela primeira vez pelo médico escocês William Cullen em 1769. Origina-se da palavra latina urtica, que significa cabelo ou urtiga, pois a apresentação clássica segue o contato com a planta Urtica dioica. A história da urticária remonta a 1000-2000 AEC com sua referência como uma erupção oculta do tipo vento no livro The Yellow Emperor's Inner Classic de Huangdi Neijing. Hipócrates no século 4 primeiro descreveu a urticária como "knidosis" após a palavra grega knido para urtiga. A descoberta dos mastócitos por Paul Ehrlich em 1879 trouxe a urticária e condições semelhantes sob uma ideia abrangente de condições alérgicas.